# Ionoforesi
La ionoforesi, també coneguda com a ionització, és un procés físic en el qual els ions, impulsats per l'ús d'un corrent elèctric, flueixen de manera difusiva en un mitjà. La ionoforesi té aplicacions experimentals, terapèutiques i de diagnòstic.